# Bonifatius av Mainz
Bonifatius (även Winfrid eller Wynfrith), ofta felaktigt kallad Bonifacius, "Tysklands apostel", född omkring 675 i Wessex, död 5 juni 754 eller 755, helgon, av en förnäm anglosaxisk släkt.

## Biografi
Som ung inträdde Bonifatius i klostret Nhutscelle (nuvarande Nursling). Vid denna tid hade den unga engelska kyrkan nyss funnit sin världshistoriska uppgift. Den sände ut skaror av missionärer, vilka utbredde romersk religiositet och engelsk kultur i Europa. Bonifatius greps av missionsivern och begav sig 715 till Friesland, i avsikt att ansluta sig till Willibrord. Missionsförsöket misslyckades, men 718 befann sig Bonifatius i Rom, där han förband sig att verka för den romerska kristendomsformen och ställde sig under påvens ledning. 
Påven hänvisade Bonifatius till det hedniska Thüringen, och dit vände han sig också efter en kortare missionsresa i Friesland. Han återsåg inte mer sitt fädernesland. I Thüringen hade han att bekämpa dels hedendom, dels en vitt utbredd iro-skotsk mission. Han övervann allt motstånd och innan ett årtionde förflutit, kunde han lägga en ny kyrkoprovins, Thüringen-Hessen, för påvens fot. 
Bonifatius utnämndes då av påven till ärkebiskop med vidsträckt fullmakt; med stöd av denna befäste han sitt verk, särskilt genom en rad klosterstiftelser. Han understöddes av en rad engelska missionärer, och de första biskopssätena i provinsen (Würzburg, Büraburg och Erfurt) besattes med engelsmän. Troligen på grund av påvlig befallning vände sig Bonifatius, efter ett kort besök i Rom 738, inte åt Norden, dit han själv längtade, utan åt söder. Inom kort hade han lyckats organisera Bayerns kyrka med fyra biskopsstift (Salzburg, Regensburg, Freising och Passau) efter romersk åskådning. 
Bonifatius inflytande började sträcka sig även till det gamla frankiska riket, sedan Karloman och Pippin den lille kommit till styret. Särskilt Karloman i Östfranken gynnade honom. Genom en synod år 742 ordnades den austrasiska kyrkan i närmare anslutning till Rom. Även i Västfranken fick Bonifatius fria händer, så långt Pippins politiska intressen medgav det; och Bonifatius lyckades genomsyra dess prästerskap med sin åskådning, trots ett stundom våldsamt motstånd. 745 proklamerades på en synod hela den reformerade frankiska kyrkans enhet; dess ledning anförtroddes dock åt Köln och inte åt Mainz, där Bonifatius blev ärkebiskop. Genom en högtidlig förklaring av de frankiska biskoparna 747 uttalades emellertid det frankiska klerus fullständiga anslutning till Rom. Därmed stod Bonifatius vid målet. Han deltog inte mer i de frankiska angelägenheterna. 
År 754 insatte han Lullus till sin efterträdare i Mainz och anträdde en stor missionsfärd till Friesland. Den 5 juni 754 eller 755 överfölls lägret av hedningar, och när Bonifatius gick att möta dem med evangelieboken, blev han dödad. Hans sista ord gällde England. Hans ben vilar i det berömda klostret i Fulda. 
Den 5 juni var i äldre tid namnsdag för Bonifatius.

## Eftermäle
Asteroiden 15346 Bonifatius är uppkallad efter honom.